# Francisco Gil de Taboada y Lemos

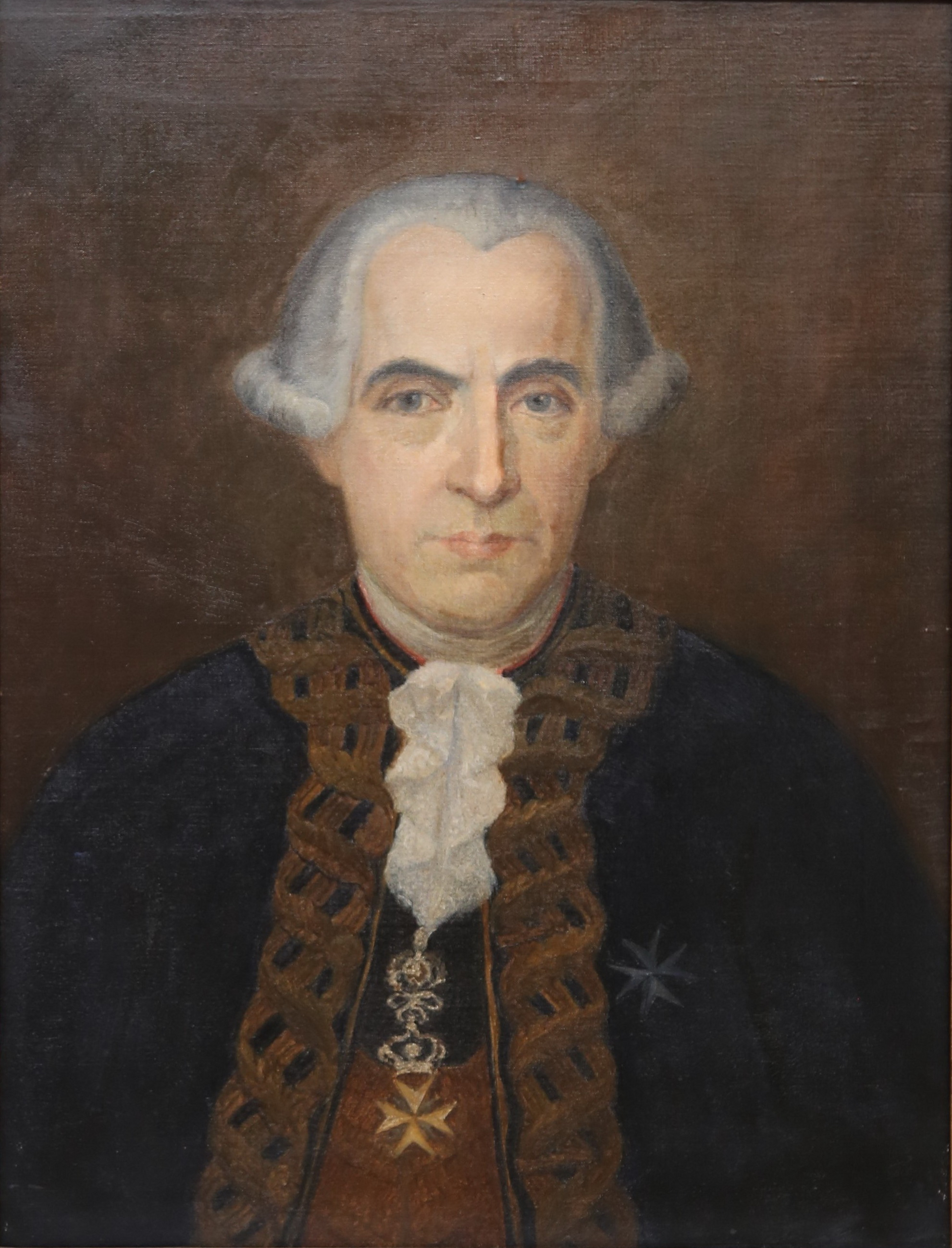
Francisco Gil de Taboada, Vizekönig von Neugranada und Peru

Francisco Gil de Taboada Lemos y Villamarin (auch abweichend: Lemus) (* 24. September 1733 in Santa María de Sonto Longo, Galicien, Spanien; † 1810 in Madrid, Spanien) war ein spanischer Marineoffizier und Kolonialverwalter, der als Vizekönig von Neugranada und Peru und später als spanischer Marineminister amtierte.

## Leben

### Herkunft und Jugend in Europa
Francisco Gil entstammte einer Familie des galicischen Landadels. Im Alter von 16 Jahren wurde Gil ein Ritter des Malteserordens. Mit 19 Jahren kam er als Kadett zur spanischen Marine, wo er zügig Karriere machte und bis zum Generalleutnant der Marine aufstieg.

### Vizekönig von Neugranada
1788 ernannte ihn König Karl III. zum Vizekönig von Neugranada. Gil schiffte sich im Herbst in Cádiz ein und erreichte Cartagena im Januar 1789. Seine erste Aufgabe bestand darin, die desolate Finanzsituation der Kolonie zu übersehen, die durch den fortdauernden Kampf gegen revoltierende Indios und aufständische Siedler belastet war. Er bemühte sich, die wirtschaftliche Situation der Kolonie zu verbessern. So gab er einige Siedlungen in Panama wieder auf, die sein Vorgänger gegründet hatte, da sie wenig Ertrag versprachen, aber erhebliche Verwaltungs- und Verteidigungskosten verursachten.
Da der Palast des Vizekönigs in Bogotá durch ein Erdbeben 1785 zerstört worden war, zog es Gil vor, seinen Amtssitz zunächst in Cartagena zu belassen. Er unternahm Anstrengungen gegen den Schmuggel und hatte mit weiteren Aufständen zu kämpfen.
Im März machte er sich auf den Weg ins Landesinnere und ließ sich in Bogotá nieder. Hier setzte er den rigorosen Sparkurs fort, reduzierte Personal und kürzte Löhne. Im Juli erreichte ihn die Nachricht der Ernennung zum Vizekönig von Peru. Er übergab das Amt an seinen Nachfolger José de Ezpeleta.

### Vizekönig von Peru
Francisco Gil de Taboada reiste Anfang August 1789 von Bogotá ab und erreichte Lima im März 1790. Seinen feierlichen Einzug hielt er am 17. Mai 1790.
Er beorderte mehrere Expeditionen zur Erforschung des Landesinneren, etwa durch die Franziskaner Manuel Sobreviela und Narciso Girbal. Die Naturforscher Thaddäus Haenke und Louis Née sollten per Schiff die Pazifikküste bis nach Panama absegeln und Material für das neue Naturhistorische Museum in Madrid sammeln.
Wirtschaftlich verbesserte sich die Ertragslage im Silberbergbau durch Neuerungen, die ein Team von mehreren Deutschen unter der Leitung des Mineralogen Fürchtegott Leberecht von Nordenflycht zur Untersuchung von Gesteinsproben einführte. Nordenflychts Arbeiten wurden als Grundlage für eine Bergakademie (Colegio de Minería) verwendet. Trotz der Bemühungen gingen die Silbereinnahmen des Vizekönigreichs zurück, weil die Erträge der Minen von Potosí in das Säckel des Vizekönigreichs Río de la Plata flossen.

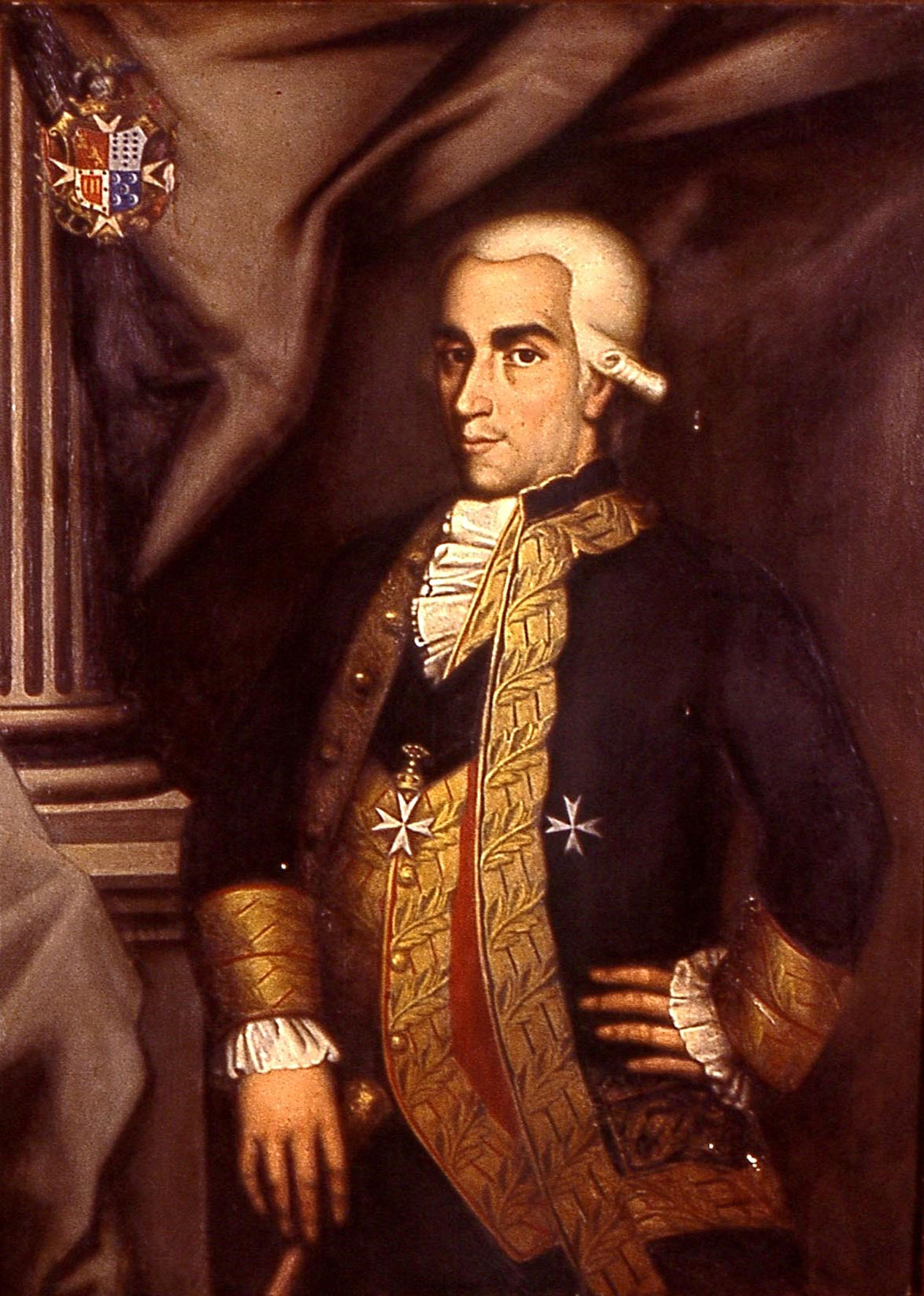
Francisco Gil de Taboada

Francisco Gil wird als kultivierter, kunstsinniger und an Wissenschaft interessierter Mann geschildert. Unter seiner Herrschaft entstand 1792 ein eigener Anatomiehörsaal an der Universidad San Marcos sowie 1796 ein Lehrstuhl für Botanik. Ebenfalls in Gils Amtszeit fällt die Gründung der Marineakademie in Callao 1794. Mehrere Gelehrtengesellschaften und zahlreiche Publikationen wurden in jenen Jahren gegründet, darunter der Mercurio Peruano.
Da die spanische Kolonialverwaltung das Einsickern republikanischer oder gar revolutionärer Gedanken im Kielwasser der Französischen Revolution fürchtete, befahl der Vizekönig zugleich eine Verschärfung der Zensur und ließ die Ausländer, die in der Kolonie lebten, streng auf ihre Treue zur spanischen Monarchie überwachen.
Im Juni 1796 übergab er sein Amt an Ambrosio O’Higgins und reiste kurz vor Weihnachten 1796 zurück nach Europa.

### Zurück in Europa
1799 wurde er zum Obersten Befehlshaber der spanischen Marine ernannt. In Spanien herrschte zu jener Zeit formell König Karl IV., der die Amtsgeschäfte faktisch an den Liebhaber seiner Frau, Manuel de Godoy abgegeben hatte, der als Staatsminister fungierte und ein Bündnis mit dem Frankreich von Napoleon Bonaparte erreichte.
Anfang 1805 beförderte man Gil zum interimistischen Außen- und Marineminister. Im Oktober 1805 wurden Spanier und Franzosen bei der Schlacht von Trafalgar vernichtend von den Engländern geschlagen. In der folgenden Personalrochade wurde Gil zum ständigen Marineminister berufen.
Staatsminister Godoy versuchte zwar, das fatale Bündnis mit Frankreich zu beenden, doch Napoleon blieb hart und forderte spanische Unterstützung für seine Feldzüge.  Kronprinz Ferdinand, der Godoy hasste, versuchte, heimlich und auf eigene Faust eine Vermählung mit dem Haus Bonaparte einzufädeln. Als dies entdeckt wurde, klagte ihn sein Vater des Hochverrats an, die königliche Familie floh nach Aranjuez, französische Truppen besetzten Spanien. Im März 1808 kam es zur Meuterei von Aranjuez: Aufgebrachte spanische Soldaten und Zivilisten stürmten den Palast, zwangen König Karl, Godoy zu entlassen und selbst zugunsten seines Sohnes abzudanken.
Bevor Napoleon am 21. April 1808 Ferdinand gefangen nehmen ließ und ins französische Bayonne ins Exil brachte, ernannte dieser noch eine Regierungsmannschaft (Junta Suprema de Gobierno), die im Wesentlichen aus den bislang amtierenden Ministern bestand; darunter befand sich auch Francisco Gil als Marineminister. Der französische Oberbefehlshaber Joachim Murat verlangte Anfang Mai 1808 die Auslieferung Godoys und den Rücktritt der Regierung. Erst nach einigen Tagen fügte sich Gil.
Im Juli 1808 schlugen die königstreuen Spanier die Franzosen in der Schlacht bei Bailén vernichtend und zwangen sie zur Aufgabe von Madrid. Erneut wurde Gil am 29. September 1808 als Mitglied der Junta in Aranjuez vereidigt. Als die Franzosen Anfang 1809 siegreich zurückschlugen, verlangten sie von allen Junta-Mitgliedern einen Treueid auf den von Napoleon eingesetzten König Joseph Bonaparte. Gil verweigerte diesen Eid ostentativ, aber Joseph ließ ihn gewähren. Im Jahr darauf starb Francisco Gil.